# 30. østlige længdekreds
Den 30. østlige længdekreds (eller 30 grader østlig længde) er en længdekreds, der ligger 30 grader øst for nulmeridianen. Den løber gennem Ishavet, Europa, Asien, Afrika, det Indiske Ocean, det Sydlige Ishav og Antarktis.